# Zatorze-Kolonia
Zatorze-Kolonia est un village polonais de la gmina de Biała Piska, dans le powiat de Pisz, voïvodie de Varmie-Mazurie, au nord-est du pays.